# Gatty Ngaraf
Pour les articles homonymes, voir Gatty.
Gatty Ngaraf (ou Gatty Ngaraff ou Gati Ngaraf ou Gate Ngaraf) est un village du Sénégal situé au nord-ouest du pays, à 7 km de Pekesse. Il fait partie de la communauté rurale de Ngandiouf, dans l'arrondissement de Niakhène, le département de Tivaouane et la région de Thiès.

## Histoire
Il a joué un rôle très important durant l'époque du royaume du Cayor[réf. nécessaire].
Le nom du village vient des mots « guéethe » qui signifie enclos de moutons, de vaches et de « ngaraf » qui vient des premières personnes qui ont habité le village.
Aujourd'hui, comme le veut la tradition, le chef du village est toujours issu de la famille Dieng. L'actuel chef de village (jusqu'en 2014) s'appelle Moustapha Dieng.
Lors du dernier recensement (2002), la localité comptait 644 habitants et 74 ménages.